# پی‌آی‌سی‌سی
پی‌آی‌سی‌سی (انگلیسی: PICC Property and Casualty) شرکت بیمه چینی است، که در سال ۲۰۰۸ توسط شرکت بیمه خلق چین تأسیس شد.